# One Thrilling Night
Pour plus de détails, voir Fiche technique et Distribution.
One Thrilling Night est un film américain en noir et blanc réalisé par William Beaudine, sorti en 1942.

## Synopsis
Un couple de jeunes mariés innocents (John Beal et Wanda McKay) arrive dans un hôtel pour y passer leur nuit de noces. Mais impossible pour eux de rester seuls car des gangsters recherchent un butin volé qui semble caché dans la chambre du couple. Leur chambre devient comme une porte tambour entre flics, gangsters et cadavres.

## Fiche technique
- Titre original : One Thrilling Night
- Titre français : Nuit de noces mouvementée
- Réalisation : William Beaudine
- Scénario : Joseph Hoffman
- Musique : Frank Sanucci (en)
- Photographie : Marcel Le Picard
- Montage : Martin G. Cohn
- Producteur : A. W. Hackel (en)
- Société de production : Supreme Pictures Corporation (en)
- Société de distribution : Monogram Pictures
- Pays de production :  États-Unis
- Langue originale : anglais américain
- Format : noir et blanc — 35 mm — 1,37:1 — son : mono
- Genre : comédie loufoque, film à énigme
- Durée : 69 minutes
- Dates de sortie :
  - États-Unis : 5 juin 1942
  - France : 1er décembre 1944

## Distribution
- John Beal : Horace Jason
- Wanda McKay : Millie Jason
- Warren Hymer : Pat Callahan
- J. Farrell MacDonald : le sergent de police Haggerty
- Barbara Pepper : Lettie
- Tom Neal : Frankie Saxton
- Ernie Adams : Pete Mooney
- Lynton Brent (en) : Joe Richmond
- Pierce Lyden (en) : Duke Keesler
- Tom Herbert (en) : employé de l’hôtel